# Łódź Śródmieście
Łódź Śródmieście – budowany podziemny przystanek osobowy w tunelu średnicowym, położony w Łodzi, w dzielnicy Śródmieście, w rejonie skrzyżowania ul. Zielonej z Zachodnią i al. Kościuszki.
Zgodnie z założeniem, przystanek obsługiwać będzie połączenia ŁKA i Polregio.
Budowa przystanku ma być finansowana wspólnie z budżetów PKP PLK, województwa łódzkiego i miasta Łodzi. 25 kwietnia 2021 rozpoczęła się budowa stacji. Otwarcie przystanku dla podróżnych planowane było pierwotnie wraz z otwarciem tunelu na koniec 2022 roku.

## Opis
Przystanek będzie składał się z trzech poziomów skomunikowanych ze sobą schodami stałymi, ruchomymi i windami. Będzie posiadał dwa wejścia do budynku: od strony ul. Wólczańskiej i od ul. Zachodniej oraz dodatkowe wejście po wschodniej stronie al. Kościuszki na rogu z ulicą Zieloną. Na najgłębszym poziomie mają być dwa perony jednokrawędziowe, każdy o długości 155 m. Pozostałe poziomy mają służyć komunikacji. Ponadto na jednym z nich planuje się ulokować punkty usługowo-handlowe. W bliskiej okolicy zaplanowano też stojaki na rowery i parking.

## Historia
Pierwsze plany na podziemny przystanek w tej okolicy są ściśle związane z początkiem koncepcji powstania łódzkiego tunelu średnicowego. W początkowej wersji tunel przebiegać miał między dworcami Łódź Fabryczna i Łódź Kaliska niemal w linii prostej. Planowano wówczas dwa przystanki pośrednie, w tym jeden w tym samym rejonie, co obecnie projektowany Łódź Śródmieście. Pierwotna koncepcja przebiegu upadła na korzyść obecnej, jednak PKP PLK ogłosiła jednocześnie, że planuje wybudować tunel z tylko jedną stacją w okolicy Manufaktury, lub bez stacji pośrednich, co wywołało liczne protesty mieszkańców, którzy stanowczo chcieli stacji w ścisłym centrum Łodzi. Ostatecznie, dzięki tym protestom, staraniom miejskich aktywistów i zaangażowaniu łódzkich samorządowców osiągnięto kompromis, który umożliwi powstanie przystanku nazywanego wcześniej roboczo „Łódź Centrum”.